# (6138) 1991 JH1
(6138) 1991 JH1 (1991 JH1, 1951 CQ, 1980 FG11, 1987 DT) — астероїд головного поясу.
Тіссеранів параметр щодо Юпітера — 3,536.